# Игнейшъс Донъли
Игнейшъс Лоуйола Донъли (на английски: Ignatius Loyola Donnelly) (1831 – 1901 г.) е учен и политик от ирландско-американски произход.

## Научна дейност
Публикува книга за Атлантида – „Atlantis: the Antediluvian World“. По-голямата част от теорията му за изчезналия континент била непоследователна. Той посочва мястото на острова в средата на Атлантическия океан, което съвпада с Платоновото описание. Обръща внимание на сходствата между митологиите, езиците и обичаите на древните цивилизации от двете страни на Атлантическия океан, например между древногръцката и предколумбовата култура. Твърди, че Атлантида е разположена точно по средата между Стария и Новия свят и е културният мост, който ги свързва.
Донъли свързва гибелта на Атлантида с окончателното приключване на ледниковия период, около 8000 г. пр.н.е., когато с разтопяването на ледниците Световният океан стига невиждани дотогава нива.